# Vincenzo Gallina
Vincenzo Gallina (Ravenna, 1795 – Aleppo, 1842) è stato un patriota italiano.
Avvocato liberale o negoziante,
appartenente alla Carboneria,
parte del Consiglio Supremo Carbonico nelle Romagne.
Successivamente fu esiliato e si trasferì in Grecia al seguito del conte Pietro Gamba e di Lord Byron, coi quali prese parte alla locale guerra d'indipendenza del 1821. 

Collaborò con Alexandros Mavrokordatos e Theodoros Negri alla stesura della prima costituzione greca, denominata "Costituzione provvisoria della Grecia", che fu approvata il 1º gennaio 1822 dalla Prima assemblea nazionale di Epidauro di cui fu rappresentante.
Tale Costituzione traeva ispirazione dalla Costituzione redatta durante la Rivoluzione francese, il 5 fruttidoro dell'anno III (22 agosto 1795) nel periodo del Direttorio.
In seguito si recò in Egitto e, infine, in Siria, dove morì nella capitale Aleppo all'età di 47 anni.